# Cải lương

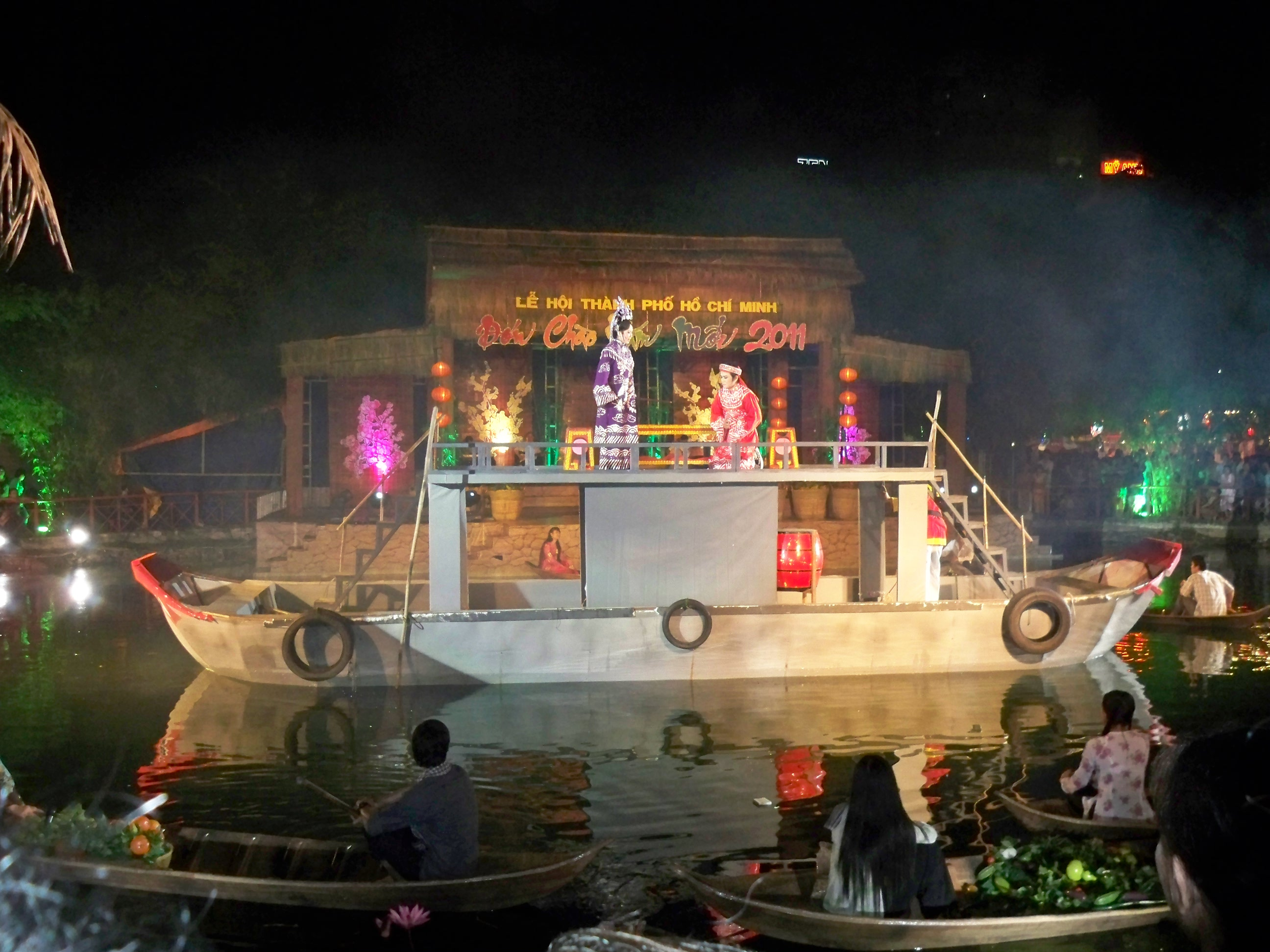
Trích đoạn cải lương Tự Đức dâng roi – màn trình diễn cải lương trên chợ nổi tại Liên hoan Ẩm thực Món ngon các nước lần V – 2010 tại Thành phố Hồ Chí Minh.

Cải lương  (Chữ Nho: 改良) là một loại hình kịch hát có nguồn gốc từ Nam Bộ, hình thành trên cơ sở dòng nhạc Đờn ca tài tử và dân ca miền đồng bằng sông Cửu Long.
Giải thích chữ "cải lương" (改良) theo nghĩa Hán Việt, giáo sư Trần Văn Khê cho rằng: "Cải lương là sửa đổi để trở nên tốt hơn", thể hiện qua sân khấu biểu diễn, đề tài kịch bản, nghệ thuật biểu diễn, dàn nhạc và bài bản.. Ở đây là đã cải lương (cải cách, đổi mới) nghệ thuật hát bội. Từ 1 động từ theo nghĩa thông thường đã trở thành 1 danh từ riêng. Sau khi cải lương thì nghệ thuật Cải Lương đã khác hẳn với nghệ thuật hát bội cả về nội dung và hình thức.
Về thời gian ra đời, theo Vương Hồng Sển: tuy "có người cho rằng cải lương đã manh nha từ năm 1916, hoặc là 1918", nhưng theo ông thì kể từ ngày 16 tháng 11 năm 1918, khi tuồng Gia Long tẩu quốc được công diễn tại Nhà hát Tây Sài Gòn, cách hát mới lạ này mới "bành trướng không thôi, mở đầu cho nghề mới, lấy đờn ca và ca ra bộ ra chỉnh đốn, thêm thắt mãi, vừa canh tân, vừa cải cách...nên cải lương hình thành lúc nào cũng không ai biết rõ..."
Đa số các nhà nghiên cứu hiện nay đều thống nhất về việc giải thích 2 từ cải lương theo nghĩa: Cải là cải cách, lương là lương truyền. Có nghĩa là làm mới và truyền bá nghệ thuật nhạc kịch.

## Lịch sử

### Từ đờn ca tài tử
Đã đến lúc, theo Vương Hồng Sển, người ta nghe hát bội hoài, hát bội mãi, cũng chán tai thét hóa nhàm thì các ban tài tử đờn ca xuất hiện.
Buổi đầu, khoảng cuối thế kỷ 19 đến đầu thế kỷ 20, các nhóm đờn ca được thành lập cốt để tiêu khiển, để phục vụ trong các buổi lễ tại tư gia, như đám tang, lễ giỗ, tân hôn...nhưng chưa hề biểu diễn trên sân khấu hay trước công chúng.
Và nếu trước kia "cầm" (trong "cầm, kỳ, thi, họa") là của tầng lớp thượng lưu thì đến giai đoạn này nó không còn bị bó buộc trong phạm vi đó nữa, mà đã phổ biến rộng ra ngoài. Chính vì thế nhạc tài tử ở các tỉnh phía Nam, về nội dung lẫn hình thức, dần dà thoát ly khỏi nhạc truyền thống có gốc từ Trung, Bắc.
Nhắc lại giai đoạn này, trong Hồi ký 50 năm mê hát, có đoạn:
Căn cứ theo sách vở thâu thập và những lời của người lớn tuổi nói lại, và nếu tôi (Vương Hồng Sển) không lầm thì buổi sơ khởi của cải lương, là do sự ngẫu nhiên, sự tình cờ, là do lòng ái quốc mà nên.
Tác giả giải thích: 
Người miền Nam có cái hay là khi biết dùng bạo lực cải hại thân vào tù, thì họ không dùng bạo lực. Họ cố đè nén lòng thương nước, chôn giấu trong một bề ngoài lêu lổng, chơi bời...Họ (những tài tử) thường tụ họp vừa tập ca cho vui, vừa trau giồi nghệ thuật...rồi mỗi khi có đám tang, vào lúc canh khuya...họ cũng hòa đờn, tập dượt ca cho đúng nhịp, để đánh cơn buồn ngủ. Sau thành thói tục, mỗi dịp "quan - hôn - tang - tế" (chủ nhà) đều có mời họ cho rôm đám.
Khi ấy, Đờn ca tài tử gồm: 
- Nhóm tài tử đồng bằng sông Cửu Long, như: Bầu An, Lê Tài Khị (Nhạc Khị), Nguyễn Quan Đại (Ba Đợi), Trần Quang Diệm, Tống Hữu Định, Kinh Lịch Qườn, Phạm Đăng Đàn...
- Nhóm tài tử Sài Gòn, như: Nguyễn Liên Phong, Phan Hiển Đạo, Nguyễn Tùng Bá...

### Đến lối ca ra bộ

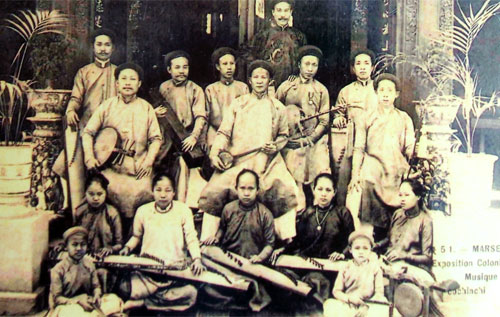
Ban đờn ca tài tử Nguyễn Tống Triều dự hội chợ các nước thuộc địa ở Marseille, Pháp năm 1906.

Qua lối năm 1910, ông Trần Văn Khải kể:
Ở Mỹ Tho có ban tài tử của Nguyễn Tống Triều, người Cái Thia, tục gọi Tư Triều (đờn kìm), Mười Lý (thổi tiêu), Chín Quán (đờn độc huyền), Bảy Vô (đờn cò), cô Hai Nhiễu (đờn tranh), cô Ba Đắc (ca sĩ). Phần nhiều tài tử nầy được chọn đi trình bày cổ nhạc Việt Nam tại cuộc triển lãm ở Pháp. Khi về, họ cho biết rằng Ban tổ chức có cho họ được đờn ca trên sân khấu và được công chúng đến xem đông đảo...
Nghe được cách cho "đờn ca trên sân khấu", Thầy Hộ, chủ rạp chiếu bóng Casino, ở sau chợ Mỹ Tho, bèn mời ban tài tử Tư Triều, đến trình diễn mỗi tối thứ tư và thứ bảy trên sân khấu, trước khi chiếu bóng, được công chúng hoan nghinh nhiệt liệt.
Trong thời kỳ này, Mỹ Tho là đầu mối xe lửa đi Sài Gòn. Khách ở các tỉnh miền Tây muốn đi Sài Gòn đều phải ghé trạm Mỹ Tho. Trong số khách, có ông Phó Mười Hai ở Vĩnh Long là người hâm mộ cầm ca. Khi ông nghe cô Ba Đắc ca bài Tứ Đại, như bài " Bùi Kiệm - Nguyệt Nga", với một giọng gần như có đối đáp, nhưng cô không ra bộ. Khi về lại Vĩnh Long, ông liền cho người ca đứng trên bộ ván ngựa và "ca ra bộ". Ca ra bộ phát sinh từ đó, lối năm 1915 – 1916.
Cũng theo Vương Hồng Sển:
các điệu ca ra bộ và cải lương sau này đều chịu ảnh hưởng của các buổi hát nhân những kỳ bãi trường do các trường trung học Taberd, Mỹ Tho, trường tỉnh Sóc Trăng...Cho nên chúng ta không nên quên ơn các nhà tiền bối, phần đông là các giáo sư trường Pháp, đã có sáng kiến dìu dắt và dạy cho ta biết một nghệ thuật hát ca khác với điệu hát bội thời ấy...
Nhà văn Sơn Nam còn cho biết: 
năm 1917, Lương Khắc Ninh, sành về hát bội, đã diễn thuyết tại hội khuyến học Sài Gòn: Người An Nam ta thuở nay vẫn cho nghề hát là nghề hạ tiện, nên người có học thức một ít thì không làm...(nay) muốn cải lương phải làm sao?...Chuyện nói đây không khó. Có học trò trường Taberd đến lúc phát thưởng, nó ra hát theo Lang Sa (Pháp), bộ tịch như Lang Sa. Rất đổi là hát theo ngoại quốc, trẻ em còn làm được, hà huống người An Nam mà hát An Nam không được sao?...Rồi đoàn ca nhạc kịch bên Pháp mỗi năm sáu tháng đã đến Sài Gòn trình diễn, có màn có cảnh phân minh, mỗi tuồng dứt trọn một đêm. Công chúng người Việt hâm mộ, thấy hợp lý, thêm tranh cảnh gọi Sơn thủy, đẹp mắt.
Và rồi, ngay năm này (1917), ông André Thận (Lê Văn Thận) ở Sa Đéc lập gánh hát xiếc, có thêm ít màn ca ra bộ.

### Hình thành cải lương

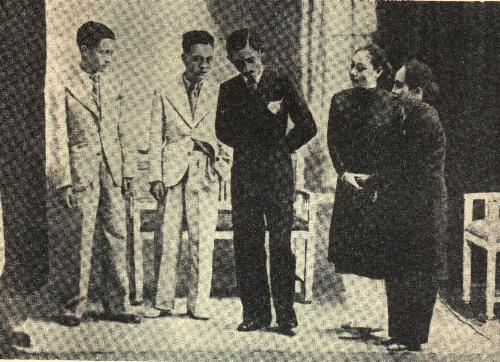
Từ Anh, Năm Châu, Tư Út, Phùng Há, Ba Liên trong tuồng Khúc oan vô lượng, gánh Trần Đắc (Cần Thơ) diễn trên sân khấu khoảng năm 1931.

Qua năm 1918, cũng theo Vương Hồng Sển, năm 1918, bỗng Tây thắng trận ngang (Chiến tranh thế giới thứ nhất), mừng quá, toàn quyền Albert Sarraut nới tay cho phép phe trí thức bày ra một cuộc hát lấy tiền dâng "mẫu quốc" và cho phép lập hội gánh hát để dân bản xứ lãng quên việc nước, thừa dịp đó dân trong Nam bèn trau giồi nghề đờn ca và đưa tài tử salon lên sân khấu.... Nhân cơ hội ấy, ông Năm Tú (Châu Văn Tú) ở Mỹ Tho chuộc gánh của ông André Thận rồi sắm thêm màn cảnh, y phục và nhờ ông Trương Duy Toản soạn tuồng, đánh dấu sự ra đời của loại hình nghệ thuật cải lương. 
Đến năm 1920, cái tên "cải lương" xuất hiện lần đầu tiên trên bản hiệu gánh hát Tân Thịnh (1920) với câu liên đối:
Cải cách hát ca theo tiến bộ
Lương truyền tuồng tích sánh văn minh.
Mặc dù Vương Hồng Sến đã nói cải lương hình thành lúc nào cũng không ai biết rõ, nhưng theo sự hiểu của ông thì:
- Năm 1915 trở về trước, tại miền Nam, tài tử còn ca kiểu "độc thoại".
- Năm 1916, có ca kiểu "đối thoại" (ca ra bộ)
- Đêm 16 tháng 11 năm 1918, tại Rạp Hát Tây Sài Gòn, có diễn tuồng Pháp – Việt nhứt gia (tức Gia Long tẩu quốc) đánh dấu thời kỳ phôi thai của cải lương.

Sau đêm này, André Thận trước và Năm Tú sau, đã đưa cải lương lên sân khấu thiệt thọ. Năm 1922, tuồng Trang Tử thử vợ và tuồng Kim Vân Kiều diễn tại rạp Mỹ Tho rồi lên diễn tại rạp Chợ Lớn và rạp Modern Sài Gòn... lúc này hát cải lương mới thành hình thật sự...
Và diễn biến tiếp theo của cải lương được Từ điển bách khoa Việt Nam tóm gọn như sau:
Những năm 1920 – 1930 là thời kì phát triển rực rỡ, nhiều gánh hát ra đời, nổi tiếng nhất là hai gánh Phước Cương và Trần Đắc có dàn kịch gồm ba loại: các tuồng tích của Trung Quốc, loại xã hội và loại phóng tác (như "Tơ vương đến thác", "Giá trị và danh dự").
Trong thời kỳ 1930 – 1934, nghệ thuật cải lương lan truyền ra ngoài Bắc và nhiều nghệ sĩ xuất sắc xuất hiện như Năm Phỉ, Phùng Há, Bảy Nhiêu, Năm Châu... Thời kì kinh tế khủng hoảng, nhiều gánh hát tan rã. Dựa vào tâm lý của dân chúng ngả về tôn giáo, các gánh hát đua nhau diễn các tích về Phật, tiên, đi đầu là gánh hát Tân Thịnh.
Từ 1934, xuất hiện phong trào "kiếm hiệp", đi đầu là gánh Nhạn Trắng và tác giả Mộng Vân người Bạc Liêu. Những vở nổi tiếng: "Chiếc lá vàng", "Bích Liên vương nữ", "Bảo Nguyệt Nương". Từ sau Cách mạng tháng Tám đến nay... Nhiều vở diễn mới xuất hiện, nội dung phong phú và đa dạng.

### Phát triển và hưng thịnh
Tại Việt Nam Cộng hòa, thập niên 1960 là thời kỳ hưng thịnh nhất của cải lương miền Nam, lấn át cả tân nhạc. Các sân khấu cải lương được đông khán giả đến xem hàng ngày, nên ngày nào cũng có diễn xuất, nhờ đó, các soạn giả và nghệ sĩ có cuộc sống khá sung túc, và một số ca sĩ tân nhạc phải tìm cách chuyển nghề sang hát cải lương để tìm kiếm thành công như Hùng Cường . Riêng tại vùng Sài Gòn, Chợ Lớn, Gia Định đã có trên 39 rạp hát cải lương  và 20 nơi luyện cổ nhạc (gọi là "lò"), trong đó có những "lò" nổi tiếng như của Út Trong (từng là trưởng dàn cổ nhạc của gánh Thanh Minh suốt 13 năm, và là người đã huấn luyện Thanh Nga từ lúc còn thơ ấu), Văn Vĩ, Duy Trì, Huỳnh Hà, Tư Tân, Yên Sơn, Ba Giáo,... Trong những giải thưởng của ngành Cải lương thời đó, nổi tiếng và uy tín có Giải Thanh Tâm, do ông ký giả Thanh Tâm (tên thật là Trần Tấn Quốc) thành lập, hoạt động từ năm 1958 đến năm 1968, mà người nhận giải đầu tiên là nữ nghệ sĩ Thanh Nga . Những soạn giả tuồng nổi tiếng trong thời này có Năm Châu, Điêu Huyền, Hà Triều, Hoa Phượng, Bảy Cao, Thế Châu, Thiếu Linh, Yên Lang, Nguyên Thảo, Mộc Linh, Yên Bình, Nguyễn Phương, Kiên Giang, Thu An, Viễn Châu (sáng tạo hình thức tân cổ giao duyên, tức là hát cải lương chung với tân nhạc),... Những gánh hát cải lương nổi tiếng thời này có đoàn Thanh Minh – Thanh Nga, Thống Nhứt, Tiếng Chuông Vàng,... với những nghệ sĩ như Út Trà Ôn, Minh Tơ, Hữu Phước, Văn Chung, Thành Được, Hùng Cường, Hùng Minh, Nam Hùng, Tấn Tài, Dũng Thanh Lâm, Văn Hường, Minh Cảnh, Minh Phụng, Minh Vương, Thanh Sang, Phương Quang, Hề Sa, Diệp Lang, Phùng Há, Bảy Nam, Út Bạch Lan, Ánh Hoa, Ngọc Giàu, Thanh Nga, Diệu Hiền, Minh Sang, Lê Thiện, Lệ Thủy, Mỹ Châu, Bạch Tuyết, Phượng Liên, Thanh Tòng, Thanh Điền, Bảo Quốc, Bạch Mai, Thanh Nguyệt, Thanh Kim Huệ, Bảo Chung, Thanh Thanh Hoa, Chí Tâm, Trọng Hữu, Giang Châu...
Khi Chiến tranh Việt Nam chấm dứt, cải lương miền Nam hoạt động mạnh thêm vài thập niên nữa với cải tiến như là thời kỳ cải lương video vào thập niên 90 của thế kỷ XX, đến thập niên 2010, mới dần dần sa sút , vì nhiều lý do, trong đó có thiếu kịch bản hay, thiếu rạp diễn mới và thế hệ lão thành tàn lụi. Vẫn có một số diễn đàn mạng cải lương hoạt động nổi bật như là cailuongso.com.

## Đặc điểm

### Bố cục
Khởi sự, các vở cải lương viết về các tích xưa, như Trảm Trịnh Ân, Vợ Ngũ Vân Thiệu bị tên, Cao Lũng vít thiết xa, Ngưu Cao tảo mộ, Thoại Khanh – Châu Tuấn... hay còn giữ mang hơi hướng theo kiểu hát bội, do các soạn giả lớp cải lương đầu tiên vốn là soạn giả của sân khấu hát bội. Sau này, các vở về đề tài xã hội mới (gọi là tuồng xã hội), như Tội của ai, Khúc oan vô lượng, Tứ đổ tường,... thì hoàn toàn theo cách bố cục của kịch nói, nghĩa là vở kịch được phân thành hồi, màn, lớp, có mở màn, hạ màn, theo sự tiến triển của hành động kịch. Càng về sau thì bố cục của các vở cải lương, kể cả các vở viết về đề tài xưa cũng theo kiểu bố cục của kịch nói.

### Đề tài và cốt truyện
Buổi đầu, kịch bản cải lương lấy cốt truyện của các truyện thơ Nôm như Kim Vân Kiều, Lục Vân Tiên,... hoặc các vở tuồng hát bội, hoặc phỏng theo truyện phim và kịch bản Pháp, như Bằng hữu binh nhung (frères d'arme), Sắc giết người (Atlantide), Giá trị và danh dự (Le Cid), Tơ vương đến thác (La dame au camélias)...
Vào thập niên 1930, đã xuất hiện những vỡ mới viết về đề tài xã hội Việt Nam, như: Đời cô Lựu, Tô Ánh Nguyệt,...
Sau đó, lại có thêm các kịch bản dựa vào các truyện cổ Ấn Độ, Ai Cập, La Mã, Nhật Bản, Mông Cổ... (Nàng Xê-đa, Hoa Sơn thần nữ,...). Thế là cải lương có đủ loại tuồng ta, tuồng Tàu, tuồng Tây... sau có thêm dạng tuồng kiếm hiệp, tuồng Hồ Quảng,... chứng tỏ khả năng phong phú, biết đáp ứng sở thích của nhiều tầng lớp công chúng.
Sự dung nạp không thành kiến của cải lương có thể coi là sự lai tạp, nhưng đây cũng là khía cạnh đặc điểm có tính chất chung đối với văn hóa của vùng đất Nam Bộ.

### Ca nhạc
Các loại hình sân khấu như hát bội, hồ Quảng, cải lương được gọi là ca kịch. Là ca kịch chứ không phải là nhạc kịch, vì soạn giả không sáng tác nhạc mà chỉ soạn lời ca theo các bản nhạc có sẵn, cốt sao cho phù hợp với các diễn biến cùng sắc thái tình cảm của câu chuyện.
Sân khấu cải lương sử dụng cái vốn dân ca nhạc cổ rất phong phú của Nam Bộ. Trên bước đường phát triển nó được bổ sung thêm một số bài bản mới (như Dạ cổ hoài lang của Cao Văn Lầu mà sau này mang tên vọng cổ). Nó cũng gồm một số điệu ca vốn là nhạc Trung Hoa nhưng đã Việt Nam hóa.
Ngoài trừ bản vọng cổ, dưới đây là một số bài bản được sử dụng khá phổ biến trong các tuồng cải lương:
- Tam nam: Nam xuân, Nam ai, Nam đảo (Đảo ngũ cung)
- Khốc hoàng thiên, Phụng hoàng, Nặng tình xưa, Ngũ điểm – Bài tạ, Sương chiều – Tú Anh, Xang xừ líu, Văn thiên tường (nhất là lớp dựng), Ngựa ô bắc, Ngựa ô nam, Đoản khúc Lam giang, Phi vân điệp khúc, Vọng kim lang, Kim tiền bản, Duyên kỳ ngộ, U líu u xáng, Trăng thu dạ khúc, Xàng xê, Tứ đại oán, Lưu thủy hành vân...
- Các điệu lý: Lý giao duyên, Lý con sáo, Lý tòng quân, lý Cái Mơn,...

Ngoài ra, khi các bài hát tây bắt đầu xuất hiện trên sân khấu cải lương như: Pouet Pouet (trong Tiếng nói trái tim), Marinella (trong Phũ phàng), Tango mysterieux (trong Đóa hoa rừng)...thì lúc bấy giờ trong một đoàn cải lương xã hội có hai dàn nhạc: dàn nhạc cải lương thì ngồi ở trong, còn dàn nhạc jazz thì ngồi ở trước sân khấu...

## Dàn nhạc

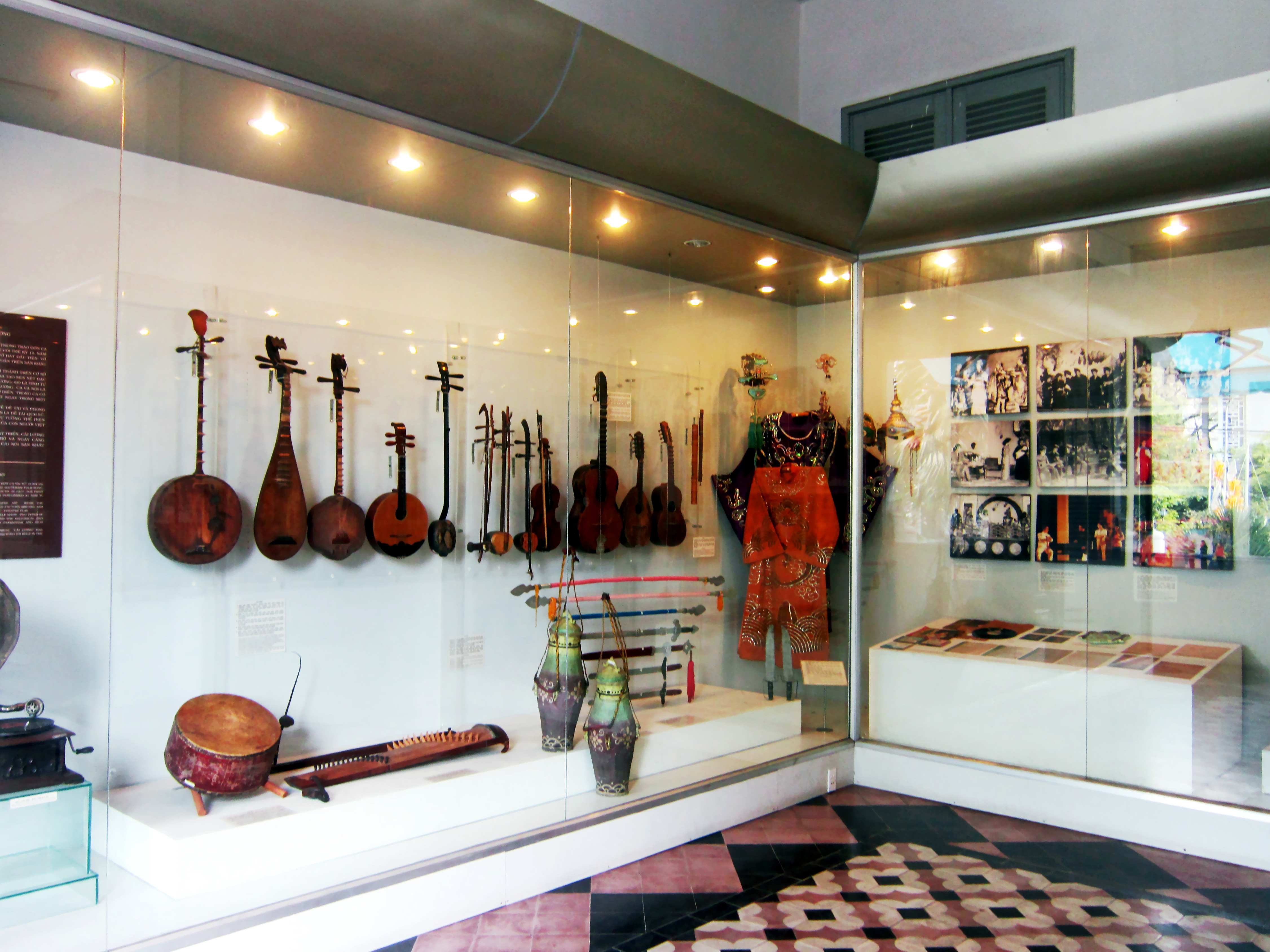
Phòng trưng bày nghệ thuật cải lương trong Bảo tàng Thành phố Hồ Chí Minh

Một đoàn cải lương không chỉ có các diễn viên diễn xuất trên sân khấu, mà luôn luôn phải có dàn nhạc đi kèm. Vì thế, khi trình bày về âm nhạc trong nghệ thuật cải lương, không thể không nói tới dàn nhạc cải lương. Dàn nhạc cải lương có một vai trò đặc biệt trong tuồng diễn, đến nỗi, không có dàn nhạc thì không thể thành một tuồng diễn. Dàn nhạc trong cải lương không chỉ có nhiệm vụ nâng đỡ, phụ họa cho giọng hát, mà còn tô điểm thêm cho từng giai điệu để làm nổi bật chiều sâu tâm lý của nhân vật, tạo thêm kịch tính cho kịch bản, góp phần cho sự thành công của tuồng diễn.
Có một điều đặc biệt cần chú ý là ngay từ buổi đầu, lúc mới khai sinh, trong nghệ thuật cải lương đã có sự tồn tại song song của hai dàn nhạc: dàn nhạc cổ và dàn nhạc tân. Vai trò và sự tham gia của hai dàn nhạc trong vở diễn tuy có khác nhau nhưng không hề có sự lấn át lẫn nhau, mà luôn bổ túc cho nhau. Đó là sự phối hợp độc đáo giữa nét truyền thống và nét hiện đại trong nền âm nhạc cải lương.

### Dàn nhạc cổ
Dàn nhạc cổ luôn giữ vai trò chủ chốt và được cho là linh hồn của tuồng cải lương. Dàn nhạc cổ cũng mang đậm nét truyền thống và góp phần giữ gìn bản sắc dân tộc trong nghệ thuật âm nhạc cải lương. Về mặt cấu trúc, dàn nhạc cổ thường sử dụng những nhạc cụ như: đàn tranh, đàn bầu, đàn kìm, đàn cò, đàn tỳ bà, guitar phím lõm, đàn sến, song lang và sáo trúc...

### Dàn nhạc tân
Dàn nhạc tân tuy chỉ đóng vai phụ, nhưng cũng rất tích cực, đồng thời cũng rất đa dạng về nhạc cụ. Như phần trên đã trình bày, ngay từ lúc cải lương được hình thành, thì đã có sự góp mặt của dàn nhạc tân, quá trình phát triển của dàn nhạc tân được chia thành ba giai đoạn: giai đoạn đầu từ năm 1920–1940; từ 1940–1960 và từ 1960–1975. Ở giai đoạn đầu, dàn nhạc tân không tham gia vở diễn mà chỉ đóng vai trò như một tiết mục quảng cáo, tức là biểu diễn trước lúc tuồng cải lương được bắt đầu; hoặc chỉ được sử dụng để "lấp vào chỗ trống" khi chuyển màn, chuyển cảnh... Trong giai đoạn này, cấu trúc của dàn nhạc tân chỉ có bộ hơi (các loại kèn đồng) kèm với một dàn trống jazz.
Ở giai đoạn thứ hai, khi nghệ thuật cải lương dung nạp thêm một số bài tân nhạc, thì dàn nhạc tân cũng bắt đầu được tham gia vở diễn. Nhưng sự tham gia này còn rất hạn chế, chỉ đệm cho diễn viên hát những đoạn tân nhạc. Đến lúc này thì dàn nhạc tân có thêm hai cây guitar solo và guitar bass.
Ở giai đoạn thứ ba thì dàn nhạc tân coi như có vai trò ngang hàng với dàn nhạc cổ trong vở diễn. Ngoài chức năng đệm cho tân nhạc, dàn nhạc tân còn phụ họa, điểm xuyến cho những vai diễn. Lúc này, dàn nhạc tân dung nạp thêm cây piano và cây organ.
Ngày nay, dàn nhạc tân còn dung nạp thêm nhiều loại nhạc cụ hiện đại khác, đặc biệt là cây organ điện tử với các chức năng ngày càng đa dạng. Cây Organ điện tử hiện đại này đang "thao túng trên sân khấu cải lương, quá lạm dụng, nhiều lúc cái hồn và chất âm nhạc truyền thống của Cải Lương bị sai lệch".

### Cách biểu diễn
Diễn viên cải lương diễn xuất như kịch nói, chỉ khác là diễn viên ca chứ không nói, cử chỉ điệu bộ phù hợp theo lời ca, chứ không cường điệu như hát bội, Vương Hồng Sển cho rằng hát bội tượng trưng nhiều quá và la lối lớn tiếng quá, trái lại cải lương ca rỉ rả cho thêm mùi... Sau này (khoảng những năm 60), cải lương có pha thêm những cảnh múa, đu bay, diễn võ... cốt chỉ để thêm sinh động...

### Trang phục, bối cảnh

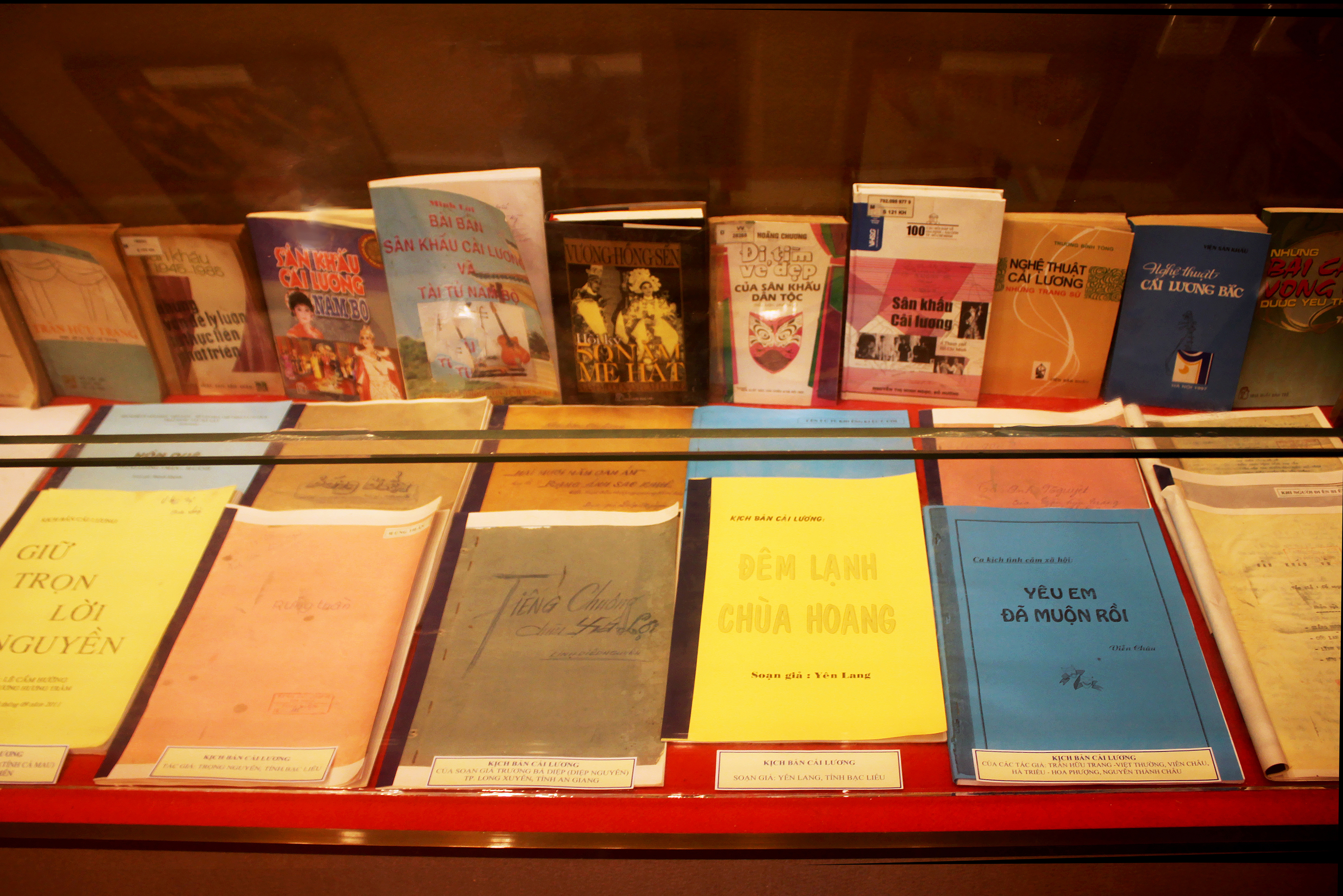
Một số sách viết về loại hình nghệ thuật cải lương và một số vở tuồng cải lương, đang được trưng bày trong Khu lưu niệm Nghệ thuật Đờn ca tài tử Nam Bộ và Nhạc sĩ Cao Văn Lầu ở thành phố Bạc Liêu.

Trong các vở diễn về tuồng tích xưa hay lấy cốt truyện ở nước ngoài thì y phục của diễn viên và tranh cảnh trên sân khấu cũng được chọn lựa sao gợi được bối cảnh nơi xảy ra câu chuyện, nhưng cũng chỉ mới có tính ước lệ chứ chưa đúng với hiện thực. Trong các vở về đề tài xã hội, diễn viên ăn mặc như nhân vật ngoài đời.

## Ghi công
Sơ khởi nên kể công ông Tống Hữu Định (tức Phó Mười Hai).
Kế đó, người có công gầy dựng và đưa lên sân khấu là ông André Thận. 
Bên cạnh đó còn có vài người góp sức như: Kinh-lịch Quờn (hay Hườn), Phạm Đăng Đàng...
Ngoài ra còn phải kể đến công của những bầu gánh, soạn giả, nhạc sĩ và các đào kép tài danh thuộc thế hệ đầu, như: Tư Sự (gánh Đồng Bào Nam), Hai Cu (gánh Nam Đồng Ban), Trần Ngọc Viện (gánh Nữ Đồng Ban), Trương Duy Toản, Ba Đại, Hai Trì, Nhạc khị, Năm Triều, Sáu Lầu (Cao Văn Lầu), Nguyễn Tri Khương, Trần Văn Chiều (tự Bảy Triều), Ba Đắc, Bảy Lung, Ba Niêm, Hai Nhiều, Hai Cúc, Năm Phỉ, Ngọc Xứng, Ngọc Sương, Phùng Há, Tư Sạng,Hai Giỏi, Năm Nở, Trần Hữu Trang, Tư Chơi, Năm Châu, Ba Vân, Bảy Nam,... Tất cả đã góp phần hình thành và phát triển loại hình nghệ thuật cải lương.
Cũng nên nói thêm, từ sau Hiệp định Geneve (1954), cải lương càng có cơ hội phát triển mạnh mẽ, trở thành một loại hình nghệ thuật, một bộ môn sân khấu có khả năng thu hút đông đảo khán thính giả. Và do sáng kiến của ông Trần Tấn Quốc, nhà báo kỳ cựu, Giải Thanh Tâm được thành lập năm 1958 và liên tiếp mỗi năm kế sau đều có phát huy chương và khen thưởng cho những nam nữ nghệ sĩ trẻ có triển vọng nhất trong năm.
Các nghệ sĩ cải lương nổi tiếng: Phùng Há, Út Trà Ôn, Minh Vương, Năm Châu, Mỹ Châu, Thoại Miêu, Ngọc Giàu, Út Bạch Lan, Bạch Tuyết, Thanh Sang, Phương Quang, Diệp Lang, Lệ Thủy, Phượng Liên, Hồng Nga, Kim Ngọc, Bảy Nam, Minh Phụng, Diệu Hiền, Ngọc Hương, Kim Anh, Dũng Thanh Lâm, Hùng Cường, Thanh Hương, Thanh Tú, Thanh Kim Huệ, Thanh Nga, Minh Cảnh, Trọng Hữu, Thanh Điền, Thanh Tuấn, Thanh Tòng, Thanh Thanh Hoa, Tấn Tài, Hữu Phước, Năm Phỉ, Ba Vân, Tám Danh, Châu Thanh, Linh Tâm, Vũ Linh, Khánh Linh, Kim Tử Long, Chiêu Hùng, Chiêu Linh, Vũ Luân, Kim Tiểu Long, Thanh Hải, Thanh Thế, Bạch Mai, Thanh Hằng, Thanh Ngân, Thoại Mỹ, Phượng Hằng, Thanh Thanh Tâm, Phương Hồng Thủy, Tài Linh, Phượng Mai, Hương Lan, Lê Tứ, Quế Trân, Trọng Phúc, Võ Minh Lâm, Hoàng Nhất...
Nghệ sĩ Cải Lương Bắc: NSND Ái Liên, Tiêu Lang, NSƯT Kim Xuân, NSND Mạnh Tưởng, Tuấn Sửu – Bích Được, Thanh Thanh Hiền, Lệ Thanh, Thùy Liên, Thu Hà, Trà My, Hoàng Tùng, Hồ Điệp, Triệu Trung Kiên, NSND Sĩ Tiến,...
Những cặp đôi nổi tiếng trên sân khấu: Thanh Sang – Thanh Nga; Bạch Tuyết – Hùng Cường; Lệ Thủy – Minh Phụng; Minh Vương – Lệ Thủy; Mỹ Châu – Minh Phụng; Mỹ Châu – Minh Cảnh; Thanh Sang – Bạch Tuyết; Tấn Tài – Bạch Tuyết; Thanh Tuấn – Thanh Kim Huệ; Châu Thanh – Phượng Hằng; Châu Thanh – Cẩm Tiên; Vũ Linh – Tài Linh, Vũ Linh – Thanh Thanh Tâm, Kim Tử Long – Ngọc Huyền, Mạnh Quỳnh – Phi Nhung..
Các soạn giả cải lương nổi tiếng: Viễn Châu, Loan Thảo, Hà Triều, Hoa Phượng, Quy Sắc, Yên Lang, Thạch Tuyền, Năm Châu, Trần Hà, Trần Hữu Trang, Yên Ba, Kiên Giang, Thế Châu,...
Các danh cầm tài hoa: Văn Vĩ, Bảy Bá, Năm Cơ, Năm Vĩnh, Hai Thơm, Ngọc Sáu, Chín Trích, Hai Khuê, Thanh Kim, Hoàng Ân, Trần Xuân Ngã, Tư Huyện, Văn Giỏi,...
Ngày 28 tháng 9 năm 2020, Google Doodle đã vinh danh nghệ thuật cải lương.

## Một số vở cải lương
- Anh hùng xạ điêu (Tác giả: Hà Triều – Hoa Phượng)
- Băng Tuyền nữ chúa (Tác giả: Yên Lang)
- Bão biển (Tác giả: Yên Lang – Nguyên Thảo)
- Bão cát (Tác giả: Yên Lang)
- Bên cầu dệt lụa (Tác giả: Thế Châu)
- Bông hồng cài áo (Tác giả: Hoàng Khâm)
- Bóng hồng sa mạc (Sáng tác: Trần Hà)
- Chiều đông gió lạnh về (Sáng tác: Hoa Phượng)
- Chiều lạnh Tuyết Băng Sơn (Tác giả: Thu An)
- Chuyện tình An Lộc Sơn (Tác giả: Thế Châu)
- Cô gái sông Đà (Tác giả: Thu An)
- Con cò trắng (Sáng tác: Thu An)
- Con gái Hoa Mộc Lan (Tác giả: NSND Viễn Châu – Thể Hà Vân)
- Cung đàn trên sông lạnh (Sáng tác: Thu An – Phong Anh)
- Cuốn theo chiều gió (Tác giả: Nguyên Thảo)
- Đêm lạnh chùa hoang (Tác giả: Yên Lang)
- Dốc sương mù (Sáng tác: Nguyên Thảo)
- Đợi anh mùa lá rụng (Tác giả: Hà Triều – Hoa Phượng)
- Đời cô Hạnh (Tác giả: Ngọc Điệp)
- Đời cô Lựu (Tác giả: Trần Hữu Trang)
- Đôi mắt người xưa (Tiểu thuyết: Ngọc Linh; chuyển thể: Nhị Kiều)
- Gái rừng ma (Sáng tác: Thu An)
- Giấc mộng đêm xuân (Tác giả: Nhị Kiều –Phi Hùng)
- Gió giao mùa (Sáng tác: Ngọc Điệp)
- Giọt máu quân vương (Tác giả: NSND Viễn Châu)
- Hành khất đại hiệp/Ru em vào mộng (Tác giả: Loan Thảo)
- Hỏa Sơn thần nữ (Tác giả: Yên Lang)
- Hoa Mộc Lan (Tác giả: NSND Viễn Châu)
- Khi người điên biết yêu (Tác giả: NSND Nguyễn Thành Châu – Trần Hữu Trang – Lê Hoài Nở)
- Khi rừng mới sang thu (Sáng tác: Quy Sắc – Loan Thảo)
- Kiếp chồng chung (Tác giả: Điêu Huyền)
- Kiếp nào có yêu nhau (Tác giả: Nguyên Thảo – Hạnh Trung)
- Kiều Nguyệt Nga (Sáng tác: Ngọc Cung)
- Kim Vân Kiều (Truyện: Nguyễn Du; chuyển thể: Hoàng Song Việt – NSƯT Hoa Hạ)
- Lá của rừng xanh (Sáng tác: Thu An)
- Lá sầu riêng (Kịch bản: Hoàng Dũng; chuyển thể: Thế Châu)
- Lá trầu xanh (Tác giả: NSND Viễn Châu)
- Lan và Điệp (Tác giả: Trần Hữu Trang)
- Lấy chồng xứ lạ (Sáng tác: Hoàng Khâm)
- Mã Siêu báo phu thù (Tác giả: NSND Thanh Tòng)
- Manh áo quê nghèo (Tác giả: Yên Lang)
- Máu nhuộm sân chùa (Tác giả: Yên Lang)
- Mộng bá vương (Tác giả: Nhị Kiều)
- Một kiếp phong trần (Sáng tác: Lam Tuyền)
- Mưa rừng (Tác giả: Hà Triều – Hoa Phượng)
- Mùa thu trên Bạch Mã Sơn (Tác giả: Yên Lang)
- Nạn con rơi (Sáng tác: Trần Hà)
- Nắng chiều trên sông Dịch (Sáng tác: Thu An)
- Nắng sớm mưa chiều (Tác giả: Nhị Kiều)
- Ngao Sò Ốc Hến (Tác giả: NSND Nguyễn Thành Châu)
- Người cha tội lỗi (Tác giả: Hà Triều – Hoa Phượng)
- Người phu khiêng kiệu cưới (Tác giả: Yên Lang – Nguyên Thảo)
- Người tình trên chiến trận (Tác giả: Mộc Linh – Nguyên Thảo)
- Người vợ không bao giờ cưới (Tác giả: Kiên Giang – Quy Sắc)
- Nhạn về xóm liễu (Tác giả: Ngọc Điệp – Yên Hà)
- Nhụy Kiều tướng quân (Tác giả: Hoàng Anh Chi)
- Nữ hoàng về đêm (Tác giả: Hoàng Khâm)
- Nửa đời hương phấn" (Tác giả: Hà Triều – Hoa Phượng)
- Quán khuya sầu viễn khách (Sáng tác: Yên Lang, Hồng Diệp)
- Sài Gòn thác bạc (Sáng tác: Thu An)
- San Hậu (Tác giả: NSND Thanh Tòng)
- Sân khấu về khuya (Tác giả: NSND Nguyễn Thành Châu)
- Tấm lòng của biển (Tác giả: Hà Triều – Hoa Phượng)
- Tâm sự loài chim biển (Tác giả: Yên Lang – Nguyên Thảo)
- Thái hậu Dương Vân Nga (Tác giả: Trúc Đường; chuyển thể: Hoa Phượng – Chi Lăng – Hoàng Việt – Thể Hà Vân)
- Thằng điên vùng bến hạ (Tác giả: Yên Lang – Nguyên Thảo)
- Thương nhớ một mình (Tác giả: Thái Thụy Phong – Hoàng Thị Nguyệt)
- Tiếng hạc trong trăng (Tác giả: Loan Thảo – Yên Ba)
- Tiếng hò sông Hậu (Tác giả: Điêu Huyền)
- Tiếng trống Mê Linh (Tác giả: Việt Dung – Vĩnh Điền)
- Tiêu Anh Phụng (Sáng tác: Hoàng Loan)
- Tìm lại cuộc đời (Tác giả: Điêu Huyền)
- Tình cô gái Huế (Sáng tác: Quy Sắc)
- Tình hận trên Băng Hồ (Sáng tác: Yên Lang)
- Tô Ánh Nguyệt (Tác giả: Trần Hữu Trang)
- Tôn Tẫn giả điên (Tác giả: Yên Ba – Loan Thảo)
- Trâm Hoa Mai (Tác giả: Thạch Tuyền)
- Tuyệt tình ca (Tác giả: Hoa Phượng – Ngọc Diệp)
- Vợ tạm chồng hờ (Tác giả: Thế Châu – Nhị Kiều)
- Vụ án Mã Ngưu (Tác giả: Đăng Minh)
- Xin một lần yêu nhau (Tác giả: Nguyên Thảo)
- Yêu người điên (Sáng tác: Thiếu Linh)
- Yêu người say (Sáng tác: Nhị Kiều)

## Các đoàn cải lương chuyên nghiệp
Nghệ thuật sân khấu Cải lương có 19 đơn vị phân bố chủ yếu ở các tỉnh Đồng bằng Bắc Bộ và Nam Bộ gồm:
- Nhà hát Cải lương Việt Nam
- Nhà hát Cải lương Hà Nội;
- Nhà hát Cải lương Trần Hữu Trang
- Nhà hát Nghệ thuật truyền thống tỉnh Đồng Nai
- Đoàn Cải lương Hải Phòng
- Đoàn Cải lương Hương Tràm tỉnh Cà Mau
- Đoàn Cải lương Tây Đô thuộc Nhà hát Tây Đô tỉnh Cần Thơ
- Đoàn nghệ thuật Cải lương Long An
- Đoàn văn công Đồng Tháp
- Đoàn nghệ thuật Cải lương Bến Tre
- Đoàn Cải lương Ánh Hồng tỉnh Trà Vinh
- Đoàn Cải lương nhân dân Kiên Giang
- Đoàn Cải lương Cao Văn Lầu tỉnh Bạc Liêu
- Đoàn Cải lương An Giang
- Đoàn nghệ thuật Cải lương Tây Ninh.

04 Đoàn Cải lương phía Bắc đã sáp nhập vào Nhà hát nghệ thuật tỉnh gồm
- Đoàn Cải lương Quảng Ninh
- Đoàn Cải lương Thái Bình
- Đoàn Cải lương Nam Định
- Đoàn Cải lương Thanh Hóa

## Phim về cải lương
- Phim truyền hình: Mắt bướm (2012)
- Phim điện ảnh: Gạo chợ nước sông (2018)
- Phim điện ảnh: Song lang (2018)
- Phim điện ảnh: Sáng đèn (2024)